# Pierre Louis Dupont des Loges
Pierre Louis Dupont des Loges est un magistrat et homme politique français né le 29 juin 1764 à Rennes (Ille-et-Vilaine) et décédé le 24 juin 1833 à Rennes.

## Biographie
Comme son père Luc Anne Dupont des Loges, Pierre Louis Dupont des Loges devient conseiller au Parlement de Bretagne sous l'Ancien Régime. Il se marie en 1789 avec Angélique Joséphine Cécile du Bois le Bon de La Choltais qui lui donne onze enfants dont l'évêque Paul Dupont des Loges.
En 1794, il est arrêté et emprisonné à Laval mais grâce à son épouse, il est libéré et séjourne sur ses terres à La Mézière.
Il devient par la suite administrateur des hospices de Rennes et conseiller de préfecture, en 1805. Il est député d'Ille-et-Vilaine de 1815 à 1816. Il est ensuite premier président de la cour d'appel de Rennes, de 1816 à 1830.

## Sources et références
« Pierre Louis Dupont des Loges », dans Adolphe Robert et Gaston Cougny, Dictionnaire des parlementaires français, Edgar Bourloton, 1889-1891 [détail de l’édition]
1. 1 2 3  Revue ecclésiastique de Metz: études de théologie, de droit canonique, de liturgie, d'histoire diocésaine et générale, etc, 1898 (lire en ligne)